# ریستو آهتی
ریستو آهتی (انگلیسی: Risto Ahti؛ زادهٔ ۲۷ اوت ۱۹۴۳) شاعر، نویسنده، آموزگار اهل فنلاند است.
وی همچنین برندهٔ جوایزی همچون جایزه اینو لینو شده‌است.